# Department of Civil Aviation Malaysia
Il Department of Civil Aviation Malaysia (DCA) adesso CAAM (Civil Aviation Authority of Malaysia) (in malese: Jabatan Penerbangan Awam; in italiano: Dipartimento dell'Aviazione Civile di Malesia) è l'autorità malese che sovraintende al traffico aereo civile e che ne regole le attività e le normative. Dipende dal Ministero dei Trasporti della Malesia.
Fra le molte responsabilità ell'Ente rientra l'attività volta ad assicurare la promozione e l'adeguamento alla normative ICAO a favore della sicurezza del trasporto aereo. La DCA è inoltre l'organo deputato alla nomenclatura aeroportuale malese che viene rilasciata a cadenze regolari e che può essere consultata sul sito ufficiale dell'Ente.